# 아이리스 톨레나다
아이리스 저넬 톨레나다(Iris Janelle Tolenada, 1991년 8월 25일~)은 필리핀의 배구 선수로 포지션은 세터이다. 

## 경력
태국의 소라야 폼라 선수의 대체 선수로 아시아쿼터로 GS 칼텍스에 입단하였다.